# Shane Dawson

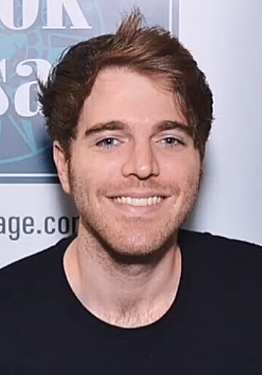
Shane Dawson (2016)

Shane Dawson (* 19. Juli 1988 in Long Beach, Kalifornien als Shane Lee Yaw) ist ein US-amerikanischer Komiker und Schauspieler, der durch seine Kanäle auf dem Videoportal YouTube bekannt wurde.

## Leben
Shane Dawson wuchs in Kalifornien in einem Haushalt mit zwei Brüdern und seiner Mutter auf. Während seiner Highschoolzeit begann Dawson, gemeinsam mit Freunden kurze Filme zu drehen, die sich unter seinen Mitschülern und Lehrern als beliebt erwiesen. Im Jahr 2008 begann er, seine Videos auf YouTube zu veröffentlichen. Im Jahr 2010 nahm ihn das Forbes-Magazin in die Liste der 25 berühmtesten Internetstars auf.
Laut einer Hochrechnung im August 2010 der amerikanischen Newsseite Business Insider soll er mit 315.000 US-Dollar im Jahr der meist verdienende Youtube-Star gewesen sein, was jedoch von anderer Seite angezweifelt wurde.
Mit mehr als 8,4 Millionen Abonnenten und über 1,2 Milliarden Aufrufen lag sein Hauptkanal Shane Dawson TV im Jahr 2019 auf Platz 102 der meistabonnierten YouTube-Kanäle. Sein zweiter Kanal shane mit mehr als 23,1 Millionen Abonnenten und über 5,1 Milliarden Aufrufen lag auf Platz 84 der Top-500-Channels.
Bei Dawson wurde Dysmorphophobie diagnostiziert und er outete sich im Juli 2015 in einem Video auf seinem Hauptkanal als bisexuell. Bis Mitte 2015 war Dawson mit YouTube-Persönlichkeit Lisa Schwartz liiert. Diese gab am 9. Juli 2015 in einem Video die Trennung bekannt. Seit März 2016 ist Shane Dawson mit seinem Freund, dem YouTuber Ryland Adams zusammen, mit dem er in Hollywood, Kalifornien lebt. Am 3. Januar 2023 heirateten die beiden nach fast 7 Jahren Beziehung im Courthouse Colorado.
Zu seinen engsten Freunden, die nahezu in jedem seiner Videos vorkommen, zählen die Youtuber Garrett Watts, Rylands Schwester Morgan Adams.

## YouTube-Kanäle

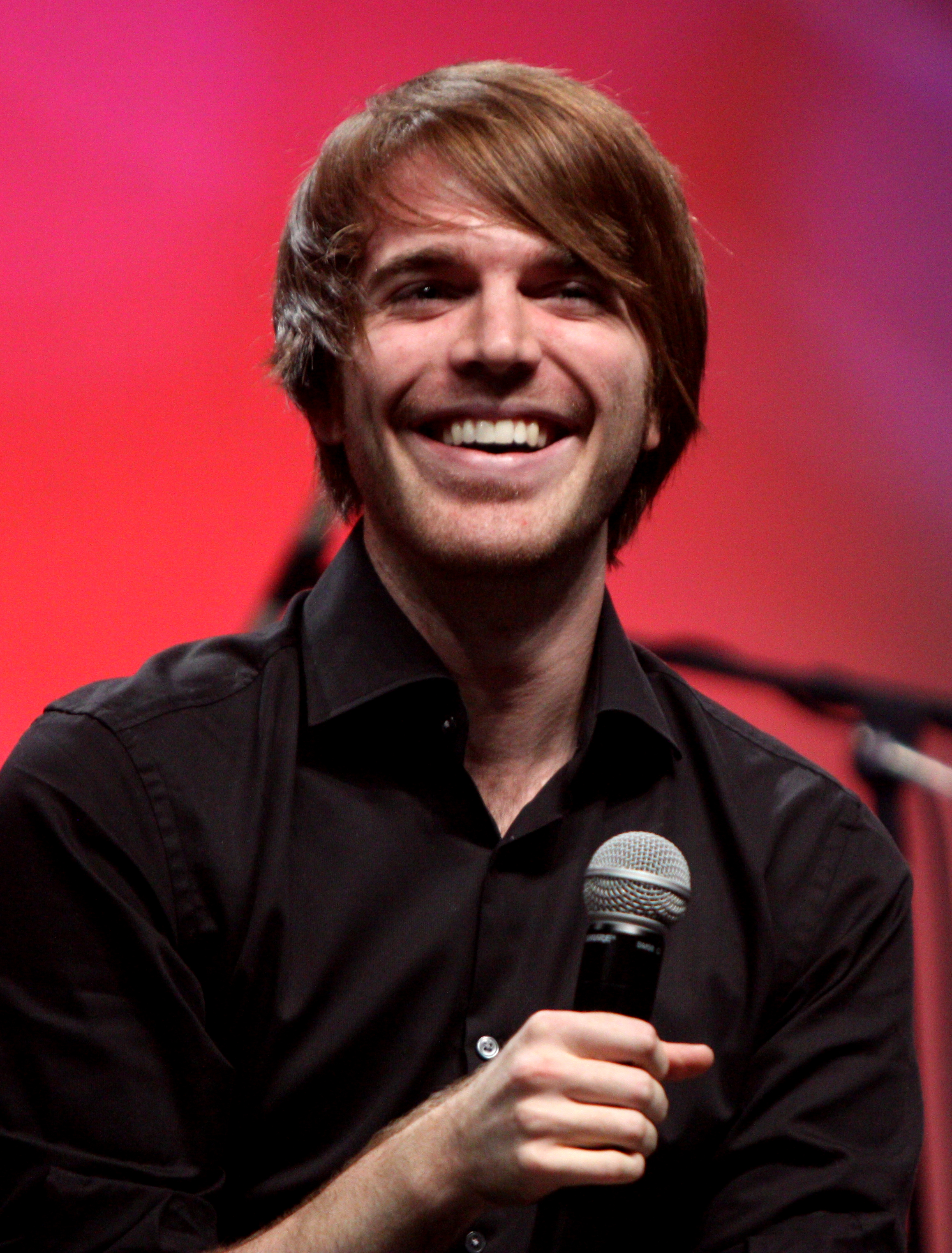
Shane Dawson (2012)

### ShaneDawsonTV
Auf seinem Hauptkanal ShaneDawsonTV sieht man hauptsächlich Kurzfilme, die oft unter einem bestimmten Thema stehen und in denen auch immer wiederkehrende Charaktere auftreten. Dawson spielt meist alle Rollen selbst und ist dazu Drehbuchautor, Regisseur, Maskenbildner und Kameramann in einer Person. Bisweilen arbeitet er in seinen Videos auch mit anderen bekannten YouTube-Personalities wie beispielsweise „Brittani Louise Taylor“, „Joe Nation“, „The Fine Bros“ oder „ijustine“ zusammen. Er verkleidet sich gerne und hat dabei schon eigene Charaktere, die er sehr häufig verwendet. Dazu gehören Shananay, die eine „Ghetto-Bitch“ darstellen soll, Ned, der einen Streber oder Nerd darstellen soll, S-Deezy ein „Gangster Rapper“, seine Mutter, seine Tante Hilda und eine Parodie von Paris Hilton, die über ihn herziehen und ihn oft als schwul bezeichnen. Dazu gibt es noch einige Nebencharaktere, die häufiger in Videos auftauchen.

### ShaneDawsonTV2
Auf ShaneDawsonTV2 hat sich die Rubrik „Ask Shane (on Mondays)“ entwickelt. Hier antwortet der YouTube-Star einmal wöchentlich auf Fragen seiner Fans, während er einen von diesen vorgeschlagenen Ort besucht. Oft sind auf diesem Kanal auch die „Behind the Scenes“ („Hinter den Kulissen“)- Aufnahmen zu sehen, die während der Drehpausen seiner Videos, die er auf dem Hauptkanal (ShaneDawsonTV) veröffentlicht, aufgenommen werden.

### shane
Den Channel shane nutzt Dawson, um Videos, die er mit seinem iPhone dreht, direkt online zu stellen. Er zeigt sich hier von einer sehr privaten Seite und lässt die Zuschauer so an seinem Familienleben und Unternehmungen mit Freunden teilhaben.

## Podcast „Shane and Friends“
Am 5. Juni 2013 veröffentlichte Dawson zusammen mit Jessica Buttafuoco einen Podcast unter dem Namen Shane and Friends. In diesem, wöchentlich erscheinenden, Podcast werden größtenteils YouTube-Persönlichkeiten, aber auch Prominente außerhalb der Onlinecommunity wie beispielsweise Tara Reid oder Jennette McCurdy, interviewt. Seit April 2016 wird der Podcast in einem Fernsehstudio in Kooperation mit der der Streamingplattform Fullscreen auch aufgezeichnet und steht damit, anders als die Audioversion, nicht kostenlos zur Verfügung.

## Kinofilm
2014 kündigte Dawson in einem YouTube-Video an, dass er einen eigenen Film produziert hat. Dawson ist dabei sowohl Regisseur als auch einer der Hauptakteure. In dem Film übernahmen unter anderem Cherami Leigh und Kurt Angle Rollen. Der Film wurde mit einem Budget von fast 1 Mio. US-Dollar in Pittsburgh, Pennsylvania gedreht. Der Film Not Cool kam 2014 in die amerikanischen Kinos.

## Stil
Der Medienhistoriker Robert J. Thompson von der Universität Syracuse bezeichnete Dawson 2010 als eine Art Mischung von Ernie Kovacs und dem sich am vulgärsten ausdrückenden Achtklässler. Er würde einen neuen Komikstil entwickeln, der einzigartig für das Internet ist. Seine Lieblingsthemen gehen von Gewichtsverlust (er selbst hat einiges an Gewicht abgenommen) über Masturbation bis hin zu seinem Ärger über Twilight. Auch zieht er gerne über bestimmte Personen her, wobei seine Lieblingsziele Justin Bieber, Miley Cyrus und sein Youtube-Konkurrent Fred sind.
Ende 2017 gab Shane bekannt, die Videos auf seinem Kanal inhaltlich und qualitativ zu verändern. Auf diese Aussage hin begann eine emotionale, aber vor allem persönliche Reihe an Videos. Zu Beginn der neuen Reihe traf er sich mit Menschen aus seiner Vergangenheit. Dabei nahm er unter anderem wieder den Kontakt zu seinem Vater auf, zu dem er eine lange Zeit kein gutes Verhältnis hatte. Im Frühjahr 2018 wandelte sich die Reihe in eine etwas andere Richtung. Shane begann anderen Menschen mit ihrem Leben oder ihrer Karriere zu helfen. So lud er unter anderem die Youtuberin Sophie Pecora und den Youtuber Bobby Burns zu sich nach Hause ein. Beide bekamen durch die Videos mit Shane viel Aufmerksamkeit.

## Kritik
Shane Dawson wurde 2018 Ziel von Rassismusvorwürfen, als alte Videos von ihm bekannt wurden, in denen er Blackface trug, also Schwarze imitierte.
Dawson wurde außerdem auf Social-Media-Plattformen dafür kritisiert, dass er in einem früheren Video Nigger gesagt hatte, was im US-amerikanischen Raum für weiße Menschen tabuisiert ist.
Er musste sich im Januar 2018 entschuldigen, da Videos von ihm auftauchten, in denen er Witze über Pädophilie machte und andeutete, er würde nach Bildern von Kindern suchen und meinte, dass Pädophilie ein Fetisch sei und man dafür nicht bestraft werden sollte.

## Diskografie

### Singles
| Jahr | Titel                                                                | Chartplatzierungen | Chartplatzierungen | Chartplatzierungen | Album |
| Jahr | Titel                                                                | IE                 | UK                 | UK Indie           | Album |
| ---- | -------------------------------------------------------------------- | ------------------ | ------------------ | ------------------ | ----- |
| 2010 | F**king Double Rainbow (feat. Dalvee)                                | —                  | —                  | —                  | -     |
| 2011 | Hey, Suup!? (feat. Eric Stuff Production)                            | —                  | —                  | —                  | -     |
| 2012 | SUPERLUV!                                                            | 87                 | 163                | 16                 | -     |
| 2012 | The Vacation Song                                                    | —                  | —                  | —                  | -     |
| 2012 | We Are Never Ever Getting Back Together (Spoof) [feat. Wendy McColm] | —                  | —                  | —                  | -     |
| 2012 | Maybe This Christmas                                                 | —                  | —                  | —                  | -     |
| 2012 | High School: The Rap                                                 | —                  | —                  | —                  | -     |
| 2012 | F**k Up                                                              | —                  | 44                 | —                  | -     |
| 2013 | The Christmas Life                                                   | —                  | 17                 | —                  | -     |

## Auszeichnungen und Nominierungen

### Auszeichnungen
- 2010: Streamy Awards – Kategorie: „Best Vlogger“[17]
- 2010: Teen Choice Awards – Kategorie: „Choice Web Star“[18]
- 2018: Streamy Awards – Kategorie: „Creator Of The Year“[19]
- 2018: Streamy Awards – Kategorie: „Editing“ (mit Andrew Siwicki für „The Truth About Tanacon“)[20]
- 2018: People’s Choice Awards – Kategorie: „The Social Star of 2018“[21]
- 2019: Streamy Awards – Kategorie: „Documentary“ (für „The Secret World of Jeffree Star“)[22]
- 2019: Shorty Awards – Kategorie: „Youtuber Of The Year“[23]
- 2019: CelebMix Awards – Kategorie: „Social Media Personality“[24]

### Nominierungen
- 2011: Teen Choice Awards – Kategorie: „Choice Web Star“[25]
- 2017: Streamy Awards – Kategorie: „Creator Of The Year“[26]
- 2017: Streamy Awards – Kategorie: „Best First Person Channel“[27]
- 2017: People’s Choice Awards – Kategorie: „Favourite YouTube Star“[28]
- 2018: Streamy Awards – Kategorie: „Collaboration“ (mit Molly Burke für „Switching Lives With A Blind Person“)[29]
- 2019: People’s Choice Awards – Kategorie: „The Social Star of 2019“[30]